# Uretra pré-prostática

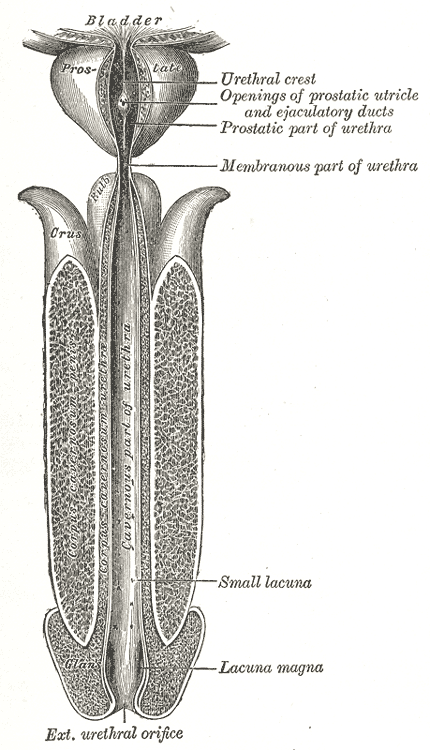

A uretra pré-prostática ou uretra no colo da bexiga é uma parte da uretra masculina que se estende do colo da bexiga urinária até a face superior da próstata. Possui cerca de 1,5 cm de comprimento.